# Copenhagen Towers 2010
Questa voce raccoglie le informazioni riguardanti i Copenhagen Towers nelle competizioni ufficiali della stagione 2010.

## Nationalligaen 2010

### Stagione regolare
| 24 aprile 2010 2ª giornata | Copenhagen Towers | 6 – 52 | Triangle Razorbacks |  |

| 8 maggio 2010 4ª giornata | Copenhagen Towers | 0 – 23 | Hvidovre Stars |  |

| 23 maggio 2010 6ª giornata | AaB 89ers | 15 – 21 | Copenhagen Towers |  |

| 30 maggio 2010 7ª giornata | Copenhagen Towers | 21 – 20 | Slagelse Wolfpack |  |

| 5 giugno 2010 8ª giornata | Kronborg Knights | 6 – 27 | Copenhagen Towers |  |

| 26 giugno 2010 11ª giornata | Copenhagen Towers | 56 – 20 | Søllerød Gold Diggers |  |

| 7 agosto 2010 12ª giornata | Slagelse Wolfpack | 17 – 20 | Copenhagen Towers |  |

| 20 agosto 2010 14ª giornata | Copenhagen Towers | 41 – 7 | Herlev Rebels |  |

| 28 agosto 2010 15ª giornata | Søllerød Gold Diggers | 58 – 12 | Copenhagen Towers |  |

| 5 settembre 2010 16ª giornata | Herlev Rebels | 20 – 28 | Copenhagen Towers |  |

### Playoff
| 18 settembre 2010 Semifinale | Triangle Razorbacks | 42 – 7 | Copenhagen Towers |  |

## Statistiche di squadra
| Competizione         | %Vittorie | In casa | In casa | In casa | In casa | In casa | In casa | In trasferta | In trasferta | In trasferta | In trasferta | In trasferta | In trasferta | Totale | Totale | Totale | Totale | Totale | Totale |
| Competizione         | %Vittorie | G       | V       | N       | P       | Pf      | Ps      | G            | V            | N            | P            | Pf           | Ps           | G      | V      | N      | P      | Pf     | Ps     |
| -------------------- | --------- | ------- | ------- | ------- | ------- | ------- | ------- | ------------ | ------------ | ------------ | ------------ | ------------ | ------------ | ------ | ------ | ------ | ------ | ------ | ------ |
| NL Stagione regolare | .700      | 5       | 3       | 0       | 2       | 124     | 122     | 5            | 4            | 0            | 1            | 108          | 116          | 10     | 7      | 0      | 3      | 232    | 238    |
| NL Playoff           | .000      | 0       | 0       | 0       | 0       | 0       | 0       | 1            | 0            | 0            | 1            | 7            | 42           | 1      | 0      | 0      | 1      | 7      | 42     |
| Totale               | .636      | 5       | 3       | 0       | 2       | 124     | 122     | 6            | 4            | 0            | 2            | 115          | 158          | 11     | 7      | 0      | 4      | 239    | 280    |